# Sergio Goyri
Sergio Goyri Pérez (Puebla, Puebla, Mexikó, 1958. november 14. –) mexikói színész.

## Magánélete
Sergio Goyri 1958. november 14-én született Pueblában. Felesége Telly Filipini, akitől öt gyermeke született.

## Filmográfia

### Telenovellák
- Señora Acero (2016) - Jesús "Chucho" Casares
- Que te perdone Dios (2015) - Fausto López Guerra
- Corazón indomable (Maricruz) (2013) - Álvaro Cifuentes
- Dos hogares (Kettős élet) (2011) - Ricardo Valtierra Correa
- Soy tu dueña (A csábítás földjén, Riválisok) (2010) - Rosendo Gavilán
- Mi pecado (Az én bűnöm) (2009) - Gabino Roura
- Amor sin maquillaje (2007) - Héctor Ibarra
- Duelo de pasiones (2006) - Álvaro Montellano
- Piel de otoño (2005) - Ramón Mendoza
- Rubí (Rubí, az elbűvölő szörnyeteg) (2004) - Yago Pietrasanta
- Niña amada mía (2003) - Víctor Izaguirre
- Sin pecado concebido (2001) - Emiliano Martorel Ocho
- La casa en la playa (Villa Acapulco) (2000) - Juan Carlos Cabera-Rincón Rivas
- Te sigo amando (1996) - Ignacio
- El premio mayor (1995) - Jorge
- Vida robada (1991) - Carlos
- Días sin luna (1990) - Andrés
- El precio de la fama (1987) - Jaime Garay
- Angélica (1985) - Humberto
- El maleficio (1983) - César De Martino
- Extraños caminos del amor (1981) - Álvaro
- Mundos opuestos (1975) - Joaquín

### Filmek
- El regreso del pelavacas (2005)
- Los hermanos Mata (2004)
- Luz y sombra (2004)
- La muerte del pelavacas (2003)
- Carreras parejeras (2002)
- Texana cien X 4 (2000)
- Bajas pasiones (1999)
- El perron de Jalisco (1999)
- Texana cien X 3 (1999)
- El guerrillero de Chiapas (1999)
- Por ser Mexicano (1999)
- El recomendado (1999)
- Texana cien X 2 (1998)
- El comandante (1998)
- Texana cien X (1997)
- Duelo de texanos (1997)
- Clave nueva (1996)
- Clave privada (1996) - Cop
- Danik, el viajero del tiempo (1996)
- Arma infernal (1996)
- Los matones de mi pueblo (1996)
- Sabado violento (1996) - Eric
- Algunas nubes (1995) - Héctor Belascoran Shayne
- Frontera de fuego (1995)
- Rojo total (1995)
- Venganza entre narcos (1995)
- Tragedia en Michoacán (1995)
- El trono del infierno (1994) - El Hombre
- Pánico en el paraíso (1994)
- Días de combate (1994) - Héctor Belascoaran Shayre
- Amorosos fantasmas (1994)
- Las esmeraldas son sangre (1994)
- Cuatro a la fuga (1993)
- Reto a la ley (1993)
- Vigilante nocturno (1993)
- Violento hasta los huesos (1993)
- Obsesión asesina (1993) - Walter Ancor
- Contrabando mortal (1993)
- Bestias humanas (1993) - Dr. Luis Berlanga
- Correteado por la muerte (1993) - Oswaldo
- Los nuevos pistoleros famosos (1993)
- Yo no la mate (1993)
- Al caer la noche (1992)
- Policía de homicidios (1992) - Lt. Boris Todd
- Asesinos de la frontera (1992)
- El arma secreta (1992)
- Revancha implacable (1992)
- Supervivencia (1992)
- AR-15: Comando implacable (1992)
- Alta traición (1991)
- Los reptiles (1991)
- Perro rabioso 2 (1991) - Rodrigo
- Violencia en altamar (1991)
- Maten al inocente (1991) - Carlos Ortega
- Comando de la muerte (1991)
- Violencia sin tregua (1991)
- El 30-30 (1991)
- Muerte por partida doble (1991) - Marcos
- Furia en la sierra (1991)
- Contragolpe (1991)
- La noche del fugitivo (1991)
- Espionaje mortal (1991)
- La última fuga (1991)
- Retén (1991)
- Silencio mortal (1991) - Sacerdote
- Violento amanecer (1991)
- El homicida (1990)
- Perro rabioso (1990)
- Infierno en la frontera (1990)
- Venganza de judiciales (1990)
- Tormenta de acero (1990)
- Rescatada de la muerte (1990)
- La pisca de la muerte (1990)
- Entre la fe y la muerte (1990)
- Inesperada venganza (1990)
- El camaleón (1990)
- Retrato de una mentira (1990) - Julio de la Fuente
- Expedición al infierno (1990)
- Cuna de campeones (1990)
- Mi pistola y tus esposas (1989)
- Las borrachas (1989)
- El Judas en la frontera (1989)
- 7 fugas del capitán fantasma (1989)
- Aventuras que matan (1989)
- Los machos están fatigados (1989)
- Noche de buitres (1988)
- El solitario indomable (1988) - Marcos
- Sabado D.F. (1988)
- La noche de la bestia (1988) - Ramón
- Un paso al más aca (1988)
- El hijo de Camelia la Texana (1988)
- Taquito de ojo (1988)
- De grueso calibre (1988)
- La brigada de la muerte (1988)
- El último triunfo (1988)
- Camino al infierno (1987) - Jorge
- Cacería humana (1987)
- Yo soy el asesino (1987)
- Ases del contrabando (1987)
- Conexión criminal (1987)
- Conexión México (1987)
- Dinastía sangrienta (1987)
- La Alacrana (1986)
- Polícia de narcóticos (1986) - Roberto Rojas
- El cafre (1986)
- La pintada (1986)
- Matanza en Matamoros (1986)
- Verdugo de traidores (1986)
- Herencia de valientes (1986)
- Forajidos en la mira (1985)
- El escuadrón de la muerte (1985) - Ramón Cabrera
- El padre trampitas (1984)
- Pedro Navaja (1984) - El Cumbias
- El carro de la muerte (1984)
- El puente (1984)
- Aborto: Canta a la vida (1983)
- La esperanza de los pobres (1983)
- Me lleva la tristeza (1983)
- Pedro el de Guadalajara (1983)
- La venganza de Maria (1983)
- El traficante (1983)
- Los cuates de la Rosenda (1982)
- Fieras contra fieras (1982)
- La contrabandista (1982)
- El anima de Sayula (1982)
- Tijuana caliente (1981)
- Herencia de muerte (1981)
- Perro callejero II (1981)
- La cosecha de mujeres (1981)
- El hombre sin miedo (1980) - Eduardo Farias
- Las cabareteras (1980)
- Perro callejero (1980)
- Discotec fin de semana (1979)